# Biorremediación animal
La biorremediación es una técnica nueva para descontaminar y/o reparar el ambiente a partir de diferentes organismos, generalmente se usan microorganismos, hongos o plantas sin embargo, recientemente se empezó a estudiar y considerar una nueva alternativa; el uso de animales como agentes descontaminantes, animales que pueden desarrollarse en medios con alta toxicidad o que poseen en su interior microorganismos capaces de retener metales pesados.
El uso de estos animales para las iniciativas de biorremediación se denomina biorremediación animal o zoorremediación, esta nueva iniciativa debe basarse en principios éticos sólidos, por lo cual sólo se usan invertebrados para estos procesos.

## Métodos
Los mecanismos empleados por los animales para remediar los sitios contaminados incluyen la zooextracción y la zooestabilización.

### Zooextracción
El grupo más común de invertebrados que se utilizan, son los moluscos bivalvos, para reducir los nutrientes contaminantes de los desechos
Se estudió el efecto de los mejillones verdes Perna viridis sobre la calidad del agua de una serie de estanques contiguos que reciben el efluente del estanque de camarones y se encontró que el mejillón verde elimina con eficacia las partículas de los alimentos y mejoraba la calidad del agua.
También se han realizado experimentos sobre la capacidad de biorremediación de las almejas negras adultas, por ejemplo las almejas Chione fluctifraga, eliminaron efectivamente los contaminantes de cultivos de camarón.
Por otro lado, se ha comprobado que las ostras reducen el nivel de fósforo y nitrógeno en un 72% y 86% respectivamente. En un nivel de estuario, el cultivo y cosecha de la ostra perla Pinctada imbricata puede equilibrar la entrada de nitrógeno de una planta de aguas residuales. Se calcula que una cosecha anual de 499 toneladas de ostras perlas equilibraría el aporte anual de 3741 kg de nitrógeno que entra en el estuario desde una pequeña planta de tratamiento de aguas residuales.

### Zooestabilización
Muchos animales de alimentación por filtración actúan como copuladores pelágicos bentónicos, es decir, transfiriendo de manera activa nutrientes desde la columna de agua al lecho marino.
Una aplicación de esta característica se dio tras la introducción de mejillones cebra Dreissania polymorpha a la bahía de Chesapeake. Tras esto, la turbidez provocada por la eutrofización disminuyó notablemente, se calculó que en 1880 el stock permanente de ostras habría tomado 3.6 días para filtrar la Bahía, mientras que en 1988 habría tomado 228 días. Entre 1988 y 1989, después de la introducción del mejillón cebra (Dreissania polymorpha), la turbidez en el lago Erie disminuyó notablemente.

## Especies propuestas
Las diferentes especies de invertebrados que se proponen para la biorremediación animal, son hiper acumuladores de metales.

### Esponjas de mar
Las esponjas están expuestas a muchos contaminantes metálicos dentro del ecosistema acuático y debido a su capacidad de filtración y absorción; Son consideradas como bioacumuladores de metal y por ende biorremediadores adecuados.
Las esponjas son capaces de descomponer los contaminantes orgánicos, particularmente dada su capacidad de producir y almacenar con seguridad muchas biomoléculas halogenadas dentro de sus células. Las especies de esponjas que han sido reportadas como biorremediadores eficientes incluyen: Chondrilla nucula, Hymeniacidon perleve, Halicondria panicea, Spongia officinalis
Tienen capacidad para retener hasta el 80% de partículas en suspensión, otra ventaja de las esponjas es que contienen productos químicos bioactivos y compuestos disuasivos, tienen gran tolerancia a los trasplantes y tienen una alta tasa de crecimiento.

### Lombrices
las lombrices son los animales más conocidos utilizados para la biorremediación. Se han utilizado para la recuperación de tierras, la recuperación y la rehabilitación de suelos óptimos, tales como suelos minerales pobres, sitios de extracción, rellenos cerrados y tuberías. Se realizó un experimento de biorremediación de fenol por las lombrices de tierra y sus resultados demostraron que de las tres especies de lombriz usada, para el experimento, Eisenia foetida y Eudrillus Eugenia son muy adecuadas para la biorremediación de fenol. Se ha encontrado que las lombrices de tierra eliminan metales pesados, hidrocarburos aromáticos policíclicos y pesticidas. Se ha previsto que las iniciativas de biorremediación asistida por lombrices de tierra pueden incluir:
- Aplicación directa de lombrices de tierra a suelos contaminados.
- Aplicación de materiales contaminados a las lombrices.
- Aplicación conjunta de lombrices de tierra a materiales contaminados con otros materiales orgánicos tales como compost.
- Uso indirecto de lombrices de tierra a través de su material digerido (vermicast).[1]

### Moluscos
Muchas especies de moluscos tienen el potencial de biorremediar los ambientes acuáticos. Se ha observado que reducen las bacterias luminosas en los estanques de camarón. Algunas de las especies de moluscos utilizadas en la biorremediación incluyen: Pera viridis, Chione fluctifraga y Mytilus edulis.

### Artrópodos
El papel principal de los artrópodos en la biorremediación es su uso como biomonitores o bioindicadores. Especies como el escarabajo carábido y Poecilus cupreus han demostrado ser buenos indicadores de cobre y zinc. Otro carábido, Pterostchus oblogopunctatus también ha resultado un buen bioindicador. La abeja de la miel Apis mellifera se ha utilizado para monitorear el estroncio 90 en el medio ambiente. Desde 1970, Apis mellifera ha sido empleada para monitorear la contaminación ambiental por metales pesados en el estudio terrestre y urbano.

### Gusanos de mar
Otra especie propuesta como uso de la biorremediación es Sabella spallanzanii, un gusano de mar para el tratamiento de desechos de acuicultura intensiva. tiene gran actividad de alimentación sobre la eliminación de sólidos de la columna de agua junto con una actividad microbiológica interesante, para una futura utilización en biorremediación de granjas de peces con agua reciclada. la ventaja es que los nutrientes y la materia orgánica liberados en el sistema de cultivo pueden convertirse en una biomasa que puede ser fácilmente eliminada y puede ser un subproducto valioso.